# Erika Vollmer
Erika Vollmer (Graz, 23 febbraio 1925 – Fulda, 25 luglio 2021) è stata una tennista tedesca.

## Biografia
Nata come Erika Obst si è sposata nel 1947 con Johannes Vollmer con cui ha avuto un figlio e in seconde nozze con Mr. Launert, in entrambe le occasioni è scesa in campo con il cognome da coniugata.

## Carriera
In singolare ha raggiunto due volte i quarti di finale di uno Slam, la prima a Wimbledon 1953 sconfitta da Maureen Connolly e la seconda al Roland Garros 1955 eliminata da Angela Mortimer, in entrambe le occasioni si è arresa alla futura campionessa del torneo.
Ha disputato due semifinali Slam nel doppio femminile, la prima agli Internazionali di Francia 1954 in coppia con Aline Dubois e tre anni dopo nuovamente sulla terra rossa di Parigi ma insieme a Věra Suková.
Al German Open ha conquistato il titolo di doppio nel 1954 e raggiunto due finali in singolare dove ne è uscita sconfitta, ha vinto i campionati Internazionali di Sicilia una volta nel doppio femminile e una nel doppio misto mentre durante gli Internazionali d'Italia 1955 è riuscita ad avanzare fino all'incontro decisivo per poi arrendersi a Patricia Ward.